# 阿莱克斯·英格尔索普
阿莱克斯·马修·英格尔索普（德語：Alexander Matthew Inglethorpe，1971年11月14日—）是一名英格兰前足球員，司職前鋒，曾经效力于沃特福德、莱顿东方、埃克塞特城和巴尼特等。現在為英超球會利物浦青训总监。